# 시게문두스

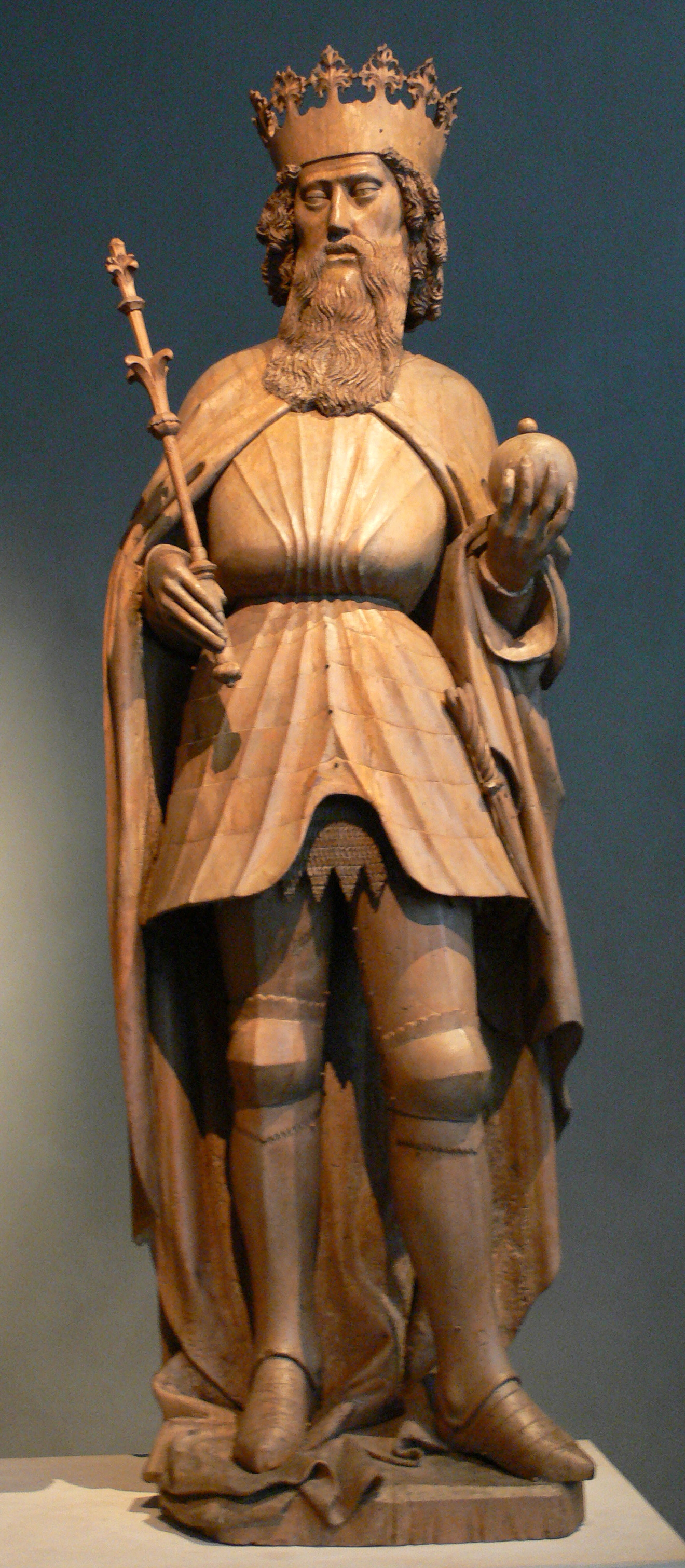
지기스문트

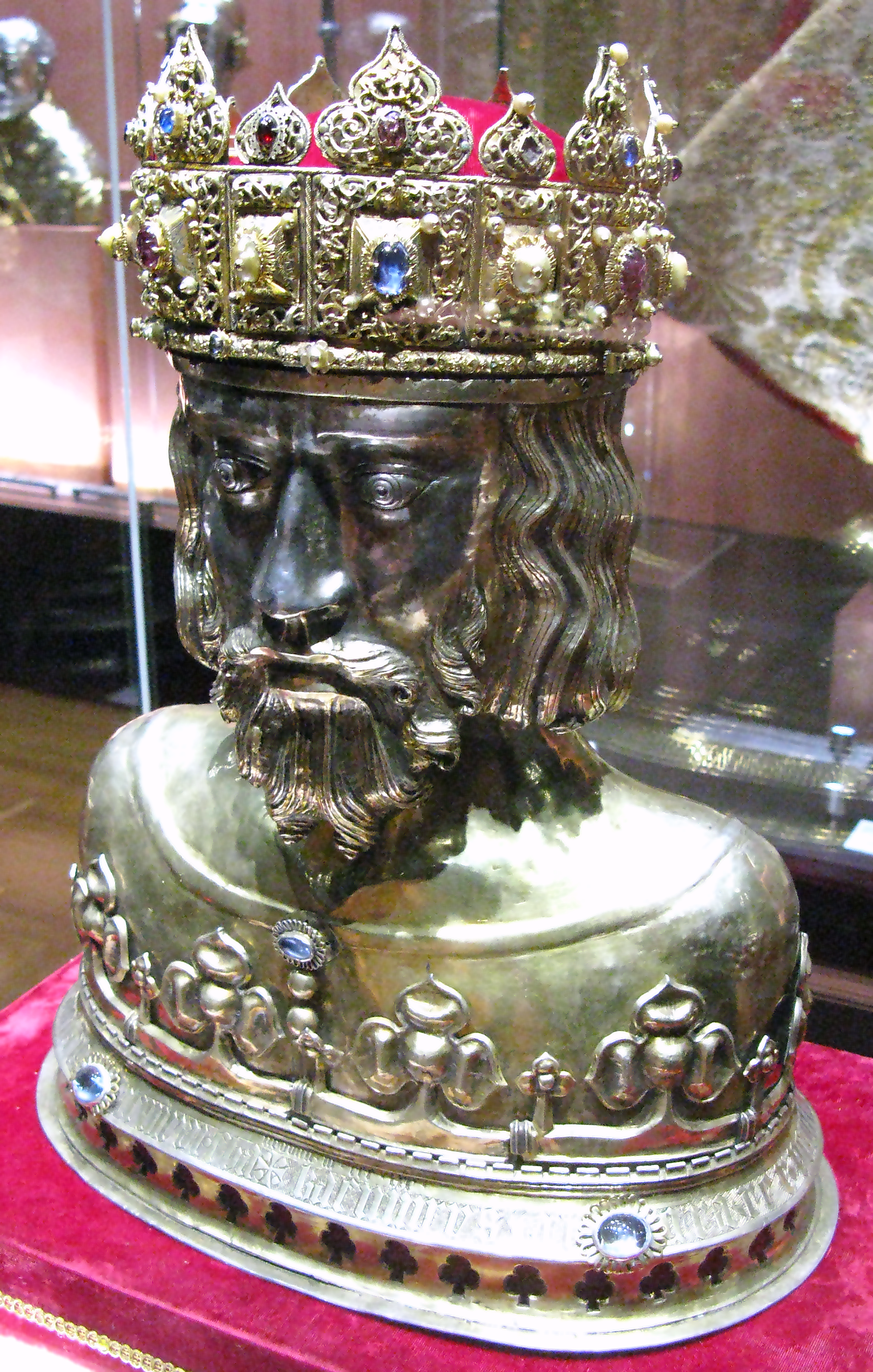
지기스문트

지기스문트(Sigismund, ? - 524년) 또는 시지스문도는 부르군트의 왕이자 기독교의 순교자이다. 성 지기스문트(St. sigismund), 성 시지스문도로도 부른다.

## 생애
부르고뉴와 프랑스 남동부와 스위스의 남서부는 부르군트 왕국 왕의 휘하에 있었고, 아버지 군도발트(Gundobald 또는 Gunebald)가 통치하고 있었다. 지기스문트는 기독교로 개종하였는데, 이는 성 아비또의 권고에 의한 개종이었다. 그의 아버지 군도발트는 죽기 전에 아들 시지스문도를 후계자로 지명했고 그를 통해 정통 기독교로 개종하였다. 이것도 비엔나의 주교 성 아비또의 노력 때문이었다.
한때 그는 전쟁에서 패한 뒤에, 스스로 퇴위하고 성 마우리스와 인접한 곳에서 은수자 생활을 하였으며 생모리스(Saint-Maurice) 수도원을 세웠다. 그러나 524년 다시 부르군트 왕국을 침략한 오를레앙의 왕 클로도미르에게 체포되어 오를레앙으로 끌려갔다. 성 아비또가 중재하였으나 오를레앙의 왕 클로도미르는 그를 처형하고 우물 속으로 던져버렸다. 그의 유해는 나중에 발굴되어 보헤미아의 프라그에 안장되었으며 순교자로서 공경을 받는다. 축일은 5월 1일이다.

## 가족 관계
- 아버지 : 군도발트(Gundovald)
  - 딸 : 수아레고타, 프랑크 왕국 아우스트라시아 왕 테우데리히 1세의 아내가 됨
  - 사위 : 테우데리히 1세(Theuderic I, 아우스트라시아의 왕)
    - 외손 : 테우데베르트 1세(Theudebert I, 아우스트라시아의 왕)
- 삼촌 : 힐페리히 2세
  - 사촌 누이 : 크로마
  - 사촌 누이 : 성녀 클로틸드(Chlotild, 545년 죽음)
  - 사촌 매부 : 클로비스 1세(Clovis, 프랑크 왕국의 왕)

## 같이 보기
- 부르군트 왕국
- 부르고뉴
- 가톨릭 성인